# Gertraud Schottenloher
Gertraud Schottenloher (geboren in München) ist eine deutsche Psychologin, ehemalige Professorin an der Akademie der Bildenden Künste München und Pionierin der Kunsttherapie.

## Leben und wissenschaftlicher Werdegang
Schottenloher absolvierte in München und Tübingen ein Studium der Psychologie, das sie 1972 abschloss. Sie unternahm mehrere Aus- und Weiterbildungen in Psychotherapie und promovierte 1989 bei Norbert Bischof an der Universität Zürich als Dr. phil. mit einer Promotion zum Thema Kunst und Therapie.
Von 1972 bis 1987 war sie an der Akademie der bildenden Künste München Assistentin von Thomas Zacharias.
Im Jahr 1982 gründete sie das Institut für Kunst und Therapie (IKT) in München, das sie bis 2021 leitete. Unter anderem leitete ihr Institut in Kooperation mit der Hochschule für Kunsttherapie Nürtingen eine vierjährige berufsbegleitende Weiterbildung in Kunst- und Gestaltungstherapie.
Sie nahm 1992 die Ernennung als Professorin an der Akademie der bildenden Künste München an. Schottenloher gründete und leitete dort bis 2016 das Aufbaustudium Bildnerisches Gestalten und Therapie. Sie war die zweite ordentliche Professorin der Akademie nach der Malerin Else Brauneis, welche im Jahr 1946 bei der durch die Militärregierung forcierte Zusammenlegung der Kunstgewerbeschule München mit der Akademie der bildenden Künste zunächst als Professorin übernommen und noch im selben Jahr von der Militärregierung von der Lehrtätigkeit enthoben worden war und 1948 in den Ruhestand getreten war.
Schottenloher ist zudem Lehrtherapeutin des Deutschen Fachverbands für Kunst- und Gestaltungstherapie (DFKGT) und der Deutschen Gesellschaft für Therapeutisches Puppenspiel (DGTP).

## Publikationen
Bücher
- Kunst und Gestaltungstherapie in der pädagogischen Praxis. Don Bosco Verlag, München 1983.
- Das therapeutische Potential spontanen bildnerischen Gestaltens unter besonderer Berücksichtigung körpertherapeutischer Methoden. Ein integrativer Therapieansatz. Dissertationsschrift. Hartung-Gorre-Verlag, Konstanz 1989.
- Wenn Worte fehlen, sprechen Bilder. Bildnerisches Gestalten und Therapie. Bd. 1 u. 2. Kösel-Verlag, München 1994.
- Kunst- und Gestaltungstherapie: Eine praktische Einführung. 7. Aufl. Kösel-Verlag, München 2008.

Audio
- Alle zwei Minuten ein Bild – Eine andere Art der Trance-Induktion. CD.

Zeitschriftenbeiträge (Auswahl)
- Eine Vision wird Wirklichkeit. In: Junker, Elbing, Bader (Hrsg.): Zeitsprünge. Vergangenheit, Gegenwart und Zukunft der Kunsttherapie. Verlag und Galerie für Kunst und Kunsttherapie, Nürtingen 2014, S. 130–137.
- Kunsttherapie und Lehre: Annäherung an einen Lebensstil. In: F. von Spreti, Ph. Martius, F. Steger (Hrsg.): KunstTherapie, Wirkung – Handwerk – Praxis. Schattauer, Stuttgart 2018.